# Claas Compact
Claas Compact ist eine Baureihe selbstfahrender Schüttlermähdrescher des westfälischen Landmaschinenherstellers Claas. Ab 1970 wurden zunächst die Modelle Compact 20 und 25 angeboten, 1975 folgte der größere Compact 30. Die Modelle unterscheiden sich durch die Breite von Schneidwerk und Dreschwerk sowie Motorisierung voneinander. Konzipiert war die Baureihe für kleinere Betriebe. Zwischen 1970 und 1981 wurden mehr als 7000 Claas Compact gebaut.

## Technik
Die Compact-Mähdrescher sind selbstfahrende Mähdrescher, die nach dem Längsflussdreschsystem mit tangentialer Dreschgutzuführung arbeiten. Die Restkornabscheidung erfolgt mit einem konventionellen Schüttlersystem. Eine Fahrerkabine hat der Compact nicht.

### Schneidwerk
Der Compact 20 hat ein 1720 mm breites Schneidwerk. Für den Compact 25 und 30 waren Schneidwerke mit den Breiten 2100 mm und 2400 mm lieferbar; das 2100-mm-Schneidwerk gehörte zur Serienausstattung, während das größere Schneidwerk aufpreispflichtig war. Durch Federn wird das Schneidwerk passiv an Bodenunebenheiten angepasst. Es lässt sich zwischen −80 mm und 870 mm hydraulisch in der Höhe verstellen. Halmteiler und Ährenheber sind serienmäßig angebaut. Die Schneidwerkshaspel in Pick-Up-Bauart hat Federzinken und ist hydraulisch in der Höhe verstellbar, in horizontaler Richtung kann sie stufenweise mechanisch verschoben werden. Die Drehzahl ist fest und lässt sich nicht verstellen.

### Dreschwerk und Restkornabscheidung
Die Dreschtrommel des Compact 20 hat eine Breite von 850 mm, die des Compact 25 und 30 eine Breite von 960 mm. Der Durchmesser beträgt einheitlich 450 mm. Die Drehzahl kann durch Wechselräder in vier Stufen eingestellt werden. Der die Dreschtrommel umschließende Dreschkorb hat neun Korbleisten, vor ihm ist eine Steinfangmulde eingebaut. Sein Abstand zur Trommel kann mittels Momentverstellung vom Fahrerplatz aus eingestellt werden. Für die Entgrannung können Entgrannerklappen zugeschaltet werden, die mit einem Hebel außen am Drescher bedient werden. Für die Restkornabscheidung hat der Compact 20 drei Hordenschüttler, der Compact 25 und 30 haben je fünf. Die Fläche der fünf Hordenschüttler beträgt 2,3 m2. Die Gesamtabscheidefläche ist mit 2,85 m2 angegeben. Die Schüttler laufen auf zwei Kurbelwellen mit Holzlagern. Claas begründet den Einsatz von Holzlagern mit einer längeren Haltbarkeit. Das Stroh wird hinten aus dem Drescher hinausbefördert und fällt auf das Feld. Als Sonderzubehör war für dieselbetriebene Compact ein Anbaustrohhäcksler lieferbar.

### Reinigung und Kornbergung
Für die Reinigung hat der Compact ein stufenlos einstellbares Druckwindgebläse, das über ein für verschiedene Fruchtsorten einstellbares als Lamellensieb ausgebildetes Obersieb bläst. Hangstege verhindern das Verrutschen des Korns nach einer Seite auf dem Obersieb. Die Untersiebe sind für die entsprechenden Fruchtsorten auswechselbar. Die Siebfläche des Compact 25 und 30 beträgt 1,95 m2. Das fertig gereinigte Korn wird mit dem Elevator zum Korntank mit Verteilerschnecke auf dem Dach des Dreschers gefördert, der beim Compact 20 ein Fassungsvermögen von 850 dm3 aufweist, Compact 25 und 30 haben mit 1100 dm3 und 1900 dm3 größere Korntanks. Das Korn wird mit einem korndichten Abtankrohr überladen; auf Wunsch war auch eine am Abtankrohr angebrachte Absackvorrichtung für den Compact verfügbar.

### Antrieb
Angetrieben wird der Compact 20 von einem 1,2-Liter-Otto-Boxermotor (VW-Industriemotor) mit 24 DIN-PS (17,5 kW). Der Compact 25 wurde zunächst mit einem leistungsgesteigerten VW-Motor mit nun 34 DIN-PS (25 kW) angetrieben. Später wurde ein 2,5-Liter-Reihenvierzylinder-Dieselmotor der Type Perkins 4.154 mit einer Leistung von 45 DIN-PS (33 kW) für den Compact 25 die Standardmotorisierung, in Kombination mit diesem Motor gab es optional auch das breitere Schneidwerk und den Strohhäcksler. Der Compact 30 erhielt den gleichen Perkinsmotor, allerdings wurde hier die Leistung auf 53 DIN-PS (39 kW) gesteigert. Einige Claas Compact wurden auch mit dem 2-Liter-Motor OM 615 von 31 kW ausgerüstet. Das Getriebe ist bei allen Maschinen ein Dreiganggetriebe mit Rückwärtsgang, die Fahrgeschwindigkeit kann in den einzelnen Gängen stufenlos mit einem hydraulisch geregelten Keilriemenvariator eingestellt werden. Angetrieben werden nur die Vorderräder. Die Reifen haben die Größe 11,5/80–15, die Hinterreifen haben die Größe 7–12. Auf Wunsch waren für die Vorderräder auch Reifen der Größe 15/55–17 lieferbar.

## Technische Daten
| Kenngrößen                    | Compact 20              | Compact 25              | Compact 25              | Compact 30              |
| Motorisierung                 | Motorisierung           | Motorisierung           | Motorisierung           | Motorisierung           |
| ----------------------------- | ----------------------- | ----------------------- | ----------------------- | ----------------------- |
| Motortype                     | VW Typ 122              | VW Typ 126              | Perkins 4.154           | Perkins 4.154           |
| Hubraum (cm3)                 | 1192                    | 1584                    | 2524                    | 2524                    |
| Leistung (kW)                 | 17,5                    | 25                      | 33                      | 39                      |
| Mähdrescherspezifische Maße   |                         |                         |                         |                         |
| Schneidwerksbreite (mm)       | 1720                    | 2100                    | 2100 / (2400)           | 2100 / (2400)           |
| Dreschtrommelbreite (mm)      | 850                     | 960                     | 960                     | 960                     |
| Dreschtrommeldurchmesser (mm) | 450                     | 450                     | 450                     | 450                     |
| Dreschtrommeldrehzahl (min−1) | 715 / 895 / 1120 / 1400 | 715 / 895 / 1120 / 1400 | 715 / 895 / 1120 / 1400 | 715 / 895 / 1120 / 1400 |
| Hordenschüttleranzahl         | 3                       | 5                       | 5                       | 5                       |
| Schüttlerfläche (m2)          |                         | 2,3                     | 2,3                     | 2,3                     |
| Gesamtabscheidefläche (m2)    |                         | 2,85                    | 2,85                    | 2,85                    |
| Siebfläche (m2)               |                         | 1,95                    | 1,95                    | 1,95                    |
| Korntankvolumen (dm3)         | 850                     | 1100                    | 1100                    | 1900                    |
| Abmessungen und Gewichte      |                         |                         |                         |                         |
| Länge (mm)                    |                         |                         | 6040                    |                         |
| Breite (mm)                   |                         |                         | 2650                    |                         |
| Höhe (mm)                     |                         |                         | 2630                    |                         |
| Masse (kg)                    |                         |                         | 2250                    |                         |